# ترفند کار در خانه
کلاهبرداری کار در خانه (انگلیسی: Work-at-home scheme)، یک ترفند زود پولدار شو است که در آن قربانی را با پیشنهاد به استخدام در خانه فریب داده‌اند، بیشتر اوقات این طرح بدین صورت است که فرد می‌تواند با گذراندن زمان کمی روی کاری که در بیرون پول کمتری بابت آن می‌پردازند، پول زیادی کسب کند می‌باشد. هدف واقعی چنین پیشنهادی این است که کلاهبردار از قربانی خود پول به دست آورد، یا از طریق پرداخت هزینه ای برای پیوستن به این طرح، یا ملزم کردن قربانی برای سرمایه‌گذاری در محصولاتی که ارزش فروش آنها به غلط نشان داده شده‌است.